# Делфин Сериг
Делфин Клер Белсиан Сериг (на френски: Delphine Claire Beltiane Seyrig) е френска актриса.

## Биография
Родена е на 10 април 1932 г. в Бейрут в протестантското семейство на френския археолог Анри Сериг и швейцарката Ермин дьо Сосюр, племенница на философа Фердинанд дьо Сосюр. Семейството живее в Бейрут, а по време на Втората световна война – в Ню Йорк. Делфин Сериг учи в Париж и Ню Йорк.
Отначало играе в телевизионни филми. Получава международна известност с главната роля в „Миналата година в Мариенбад“ („L'Année dernière à Marienbad“, 1961). През следващите години тя е сред водещите актриси на френското кино с участия във филми като „Мюриел или времето на едно завръщане“ („Muriel ou Le temps d'un retour“, 1963), „Откраднати целувки“ („Baisers volés“, 1968), „Дискретният чар на буржоазията“ („Le Charme discret de la bourgeoisie“, 1972).
Сериг е основна феминистка фигура във Франция. По време на кариерата си тя използва статута си на знаменитост, за да популяризира правата на жените. Най-значимият от трите филма, които е режисирала, е „Sois belle et tais-toi“ („Бъди красива и мълчи“) от 1977 г. В него актрисите Шърли Маклейн, Мария Шнайдер и Джейн Фонда откровено говорят за нивото на сексизъм, с което трябва да се справят във филмовата индустрия. Заедно с Карол Русопулос режисира адаптация на манифеста SCUM от Валери Соланас. През 1982 г. тя е ключовият член на групата, основала в Париж Аудиовизуалния център „Симон дьо Бовоар“, който поддържа голям архив от заснети и записани произведения на жени и продуцира произведения от и за жени. През 1989 г. на Сериг е посветено изданието на Международния женски филмов фестивал в Кретей, Франция.
Делфин Сериг умира на 15 октомври 1990 г. в Париж.

## Избрана филмография
| Година | Филм                           | Оригинално заглавие                 | Роля                      | Режисьор      |
| ------ | ------------------------------ | ----------------------------------- | ------------------------- | ------------- |
| 1961   | Миналата година в Мариенбад    | L'Année dernière à Marienbad        | Жената                    | Ален Рене     |
| 1969   | Откраднати целувки             | Baisers volés                       | Фабиен Табар              | Франсоа Трюфо |
| 1969   | Млечният път                   | La Voie lactée                      | Проститутка               | Луис Бунюел   |
| 1972   | Дискретният чар на буржоазията | Le charme discret de la bourgeoisie | Симона Тевено             | Луис Бунюел   |
| 1973   | Денят на Чакала                | The Day of the Jackal               | графиня Колет-де-Монпелие | Фред Зинеман  |